# 영일만의 아침
영일만의 아침은 TBN 경북교통방송(포항 FM 103.5MHz, 울진 FM 103.7MHz)에서 주말 아침 7시부터 8시 53분까지 방송되는 경북 동해안 지역의 주말 라디오 프로그램이다.

## 프로그램 소개
- 상쾌한 주말 아침, 트로트로 열어드립니다. 맛깔스런 콩트는 덤! 여러분의 잠을 확 깨워드리는 정통 트로트 음악방송

## 코너소개

### 매일 코너
- 신선코너, 이 노래 보내줘~ : MC가 제시하는 조건에 맞게 신청곡 보내면 선물 팡팡!
- 영일만 문학산책: 여유없이 지나간 한 주를 보내며 주말에 읽는 문학 한 구절
- 젊음 한 스푼: 콩트로 소개해보는 신나는 요즘 노래
- 신청곡 디제잉: 주말 아침엔 내가 듣고 싶은 노래 듣는다! 신청곡 빵빵하게 틀어드릴게요~